# Great Totham
Great Totham – wieś w Anglii, w hrabstwie Essex, w dystrykcie Maldon. Leży 16 km na wschód od miasta Chelmsford i 65 km na północny wschód od Londynu.